# Herczog István
Herczog István (Budapest, 1943. november 18. -) Harangozó Gyula-díjas (1995) magyar táncművész, koreográfus.

## Életpályája
Szülei: Herczog István és Keresztes Anna. 1953-1962 között az Állami Balettintézet tanulója volt. 1962-1966 között az Operaház tánckarának tagja volt. 1966-1967 között Regensburgban, 1967-1968 között Stuttgartban, 1968-1969 között Münchenben, 1969-1970 között pedig Freiburgban volt szólótáncos. 1970-1974 között a müncheni Bajor Állami Operában, 1974-1980 között pedig Düsseldorfban volt első szólista. 1980 óta koreográfus is. 1988-1991 között Dortmundban balettigazgató volt. 1992-2001 között a Pécsi Balett igazgató-koreográfusa volt.
Vendégkoreográfus volt Londonban, Bordeaux-ban, Újvidéken, Salt Lake Cityben.

## Színházi munkái
A Színházi Adattárban regisztrált bemutatóinak száma: színészként: 1; rendezőként: 1; koreográfusként: 2.

### Színészként
- Kálmán Imre: Csárdáskirálynő....Feri bácsi

### Rendezőként
- Bartók Béla: A kékszakállú herceg vára (1995) (koreográfus is)

### Koreográfusként
- Verdi: Traviata (1993)

## Egyéb színházi munkái

### Színészként
- Fokin: Petruska....Petruska
- Ashton: A rosszul őrzött lány....Colas
- Neumeier: Diótörő....Herceg
- Tetley: Pierrot Lunaire....Pierrot
- Walter: Rómeó és Júlia....Mercutio
- Seregi L.: Sylvia....Amyntas
- Spoerli: Coppélia....Coppélius

### Koreográfusként
- Sinfonietta (Düsseldorf)
- Rómeó és Júlia
- Pink Floyd and Co. (Dortmund)
- Az élet állomásai (Braunschweig)